# Acroplectis haemanthes
Acroplectis haemanthes är en fjärilsart som beskrevs av Edward Meyrick 1927. Acroplectis haemanthes ingår i släktet Acroplectis och familjen vecklare. Inga underarter finns listade i Catalogue of Life.